# Goran Višnjić
Goran Višnjić (født 9. september 1972) er en kroatisk skuespiller, som har optrådt i mange amerikanske film og tv-produktioner. Han er mest kendt for rollen som lægen Luka Kovač i Skadestuen, som vises på TV3.
Han er født i kystbyen Šibenik og optrådte i flere skuespil gennem sin opvækst. Gennembruddet kom i den kontroversielle jugoslaviske film Braća po materi fra 1988, hvor han spillede en ung kroatisk ekstremist. Višnjić har været soldat i den kroatiske hær. 
Før sin medvirken i Skadestuen, har han haft mindre roller i filmene The Peacemaker, Commited og Practical Magic. Han kom med i Skadestuen i 6. sæson (1999).